# Імбир садовий
Імби́р лікарський, імби́р садо́вий[джерело?] (лат. Zingiber officinale) — однодольна вічнозелена рослина родини імбирних. Часто називають просто імбиром, але цей термін може також посилатися і на рід, до якого належить ця рослина, і на їстівну частину рослини, що зазвичай використовують як спецію в кулінарії в усьому світі. Хоча цю частину часто вважають корінням, вона є корневищем, тобто горизонтальним підземним стеблом рослини. Кореневище імбиру має тривалу історію культивування. Розмовна назва — «білий корінь».

## Етимологія
Українське слово імбир походить (можливо, через польське посередництво) від нім. Imber, Ingwer. Середньоверхньонімецьке ingewer, ingeber запозичене через посередництво лат. zingiberi, zingeber, gingiber від сер.-гр. ζυγγίβερις < дав.-гр. ζιγγίβερις. Назва «імбир» є «словом-вандервортом», наявним у дуже багатьох мовах і похідним від спільного джерела: те ж саме походження має і англ. ginger, і фр. gingembre, і нід. gember, і ісп. jengibre, араб. زَنْجَبِيل. Джерелом запозичення вважають індійські мови: пракрит. सिङ्गबेर < санскр. शृङ्गवेर (що зазнало контамінації з शृङ्गं) < дав.-там. інці («імбир») + вер («корінь»). Словник іншомовних слів Мельничука поряд з імбирем фіксує варіант «інби́р» (нім. Ingbeer).

## Історія
Більшість вчених вважають його батьківщиною острови Меланезії — Нову Гвінею або ж сусідній з нею архіпелаг Бісмарка. Частина дослідників називає батьківщиною імбиру нинішній Південний Китай, звідки племена австронезійців переселилися на острови. І принесли із собою одомашнені ними рослини.
У житті меланезійців імбир посідав поважне місце. Вони вживали як їжу не лише його коріння, а й листя. З листя і стебел також плели килими, а ще окурювали спаленим імбиром оселі, виганяючи в такий спосіб «злих духів». Імбир неодмінно брали із собою переселенці, які вирушали на своїх човнах шукати нових земель, бо він допомагав від нудоти і цинги. Тож із часом його почали вирощували майже на всіх островах Тихого океану.
Китайці цінували імбир не тільки і не стільки як прянощі, а насамперед як ліки. Вони вірили, що вживання його кореню сприяє народженню в сім'ї хлопчиків, уживали його як засіб для поліпшення пам'яті і засіб для омолодження. У селах сушений імбир вішали як амулет над дверима оселі, аби він відганяв духів, захищав новонароджених і поглинав погані думки. Імбирним димом окурювали померлих. Імбир шанував і популяризував Конфуцій. Він уважав, що імбир очищує душу, і впорядковує думки, тож радив вживати його навіть тоді, коли людина відмовляється від іншої їжі.
Уже в IV тисячолітті до нашої ери імбир вирощували на Яві і Суматрі, а звідти його запозичили мешканці Шрі-Ланки та Індії. Невідомо чи приправляли свої страви імбиром мешканці найдавніших міст Індії — Хараппи і Мохенджо-Даро, але його згадує «Рамаяна». Тексти Аюрведи розписують лікувальні властивості імбиру дуже детально, застерігаючи вживати його обережно і зважати на індивідуальні особливості організму.
Пекучими прянощами зацікавилися сусіди індійців — перси і араби. А в тих їх почали купувати фінікійці. Імбир під час перевезення не псувався, навпаки ставав ще гострішим, а відтак — мав чималий попит на Близькому Сході. До того ж його можна було ділити на шматки і при цьому кожний шматок зберігав властивості цілого кореня. Завдяки цьому імбир міг бути засобом обміну і накопичення — і фінікійці використовували його як гроші.
У Давній Греції, принаймні за класичної доби, дозволити собі куштувати імбир могли лише дуже заможні люди. Пироги з імбиром були для греків символом багатства і водночас нудотним засобом. До смаку індійських прянощів, і імбиру зокрема греки призвичаїлися лише після походів Александра Великого. За елліністичної доби головним ринком для торгівлі імбиром стала єгипетська Александрія.
Римлянам подобався не лише пекучий смак імбиру, а й його лікувальні властивості. Чутки приписували імбиру силу потужного афродизіаку — «еліксиру кохання». Грецькі і римські лікарі цю репутацію імбиру підтримували, а також радили його за розладів шлунку, захворюваннях очей і застудах — як зігріваючий засіб. Пліній Старший уважав його ще й чудовою протиотрутою.
За римської доби імбир почали вирощувати ближче до Середземного моря — у Східній Африці та, можливо, в Аравії. Діоскорид не без здивування зазначав, що тубільці вживають його так само часто, як римляни цибулю. Це не означає, що його стали цінувати менше. Араби взагалі вважали імбир символом навіть не земної, а райської насолоди — Коран згадує імбирні фонтани в Едемі. А з утворенням Арабського халіфату, під владою якого опинилися землі від Іспанії на заході до Середньої Азії на сході, імбир посів чільне місце в повсякденному житті підданих халіфа.
Ним приправляли не лише їжу, а й напої — певною мірою вони замінили в напоях заборонений ісламом алкоголь. Застосовували імбир і в медичних цілях. Його згадував Авіценна в «Каноні лікарської науки» — як засіб для лікування горла й органів травлення, протиотруту і, звісно, як афродізіак. Ібн аль-Джаззар наполегливо радив уживати його тим, хто відчував проблеми з потенцією.
Перші повідомлення про вживання імбиру в середньовічній Франції датують IX сторіччям. Тоді ж ці прянощі потрапили й до Німеччини. Утім, застосовували їх у справді гомеопатичних дозах і на великі свята. Додавали до різдвяного або великоднього печива — імбирних пряників. Німці їх називали (і називають) «лебкюхен». Французька легенда пов'язує появу цих ласощів з вірменським ченцем Григорієм Нікопольським, який 992 року нібито переселився до цієї країни і вчив місцевих мешканців пекти пряники. Іншим способом використання спецій було змішування невеликої кількості меленого імбиру із сіллю — отриману в такий спосіб «ароматичну сіль» нюхали шляхетні дами. Гільдеґарда Бінгенська залишила велику кількість рекомендацій щодо застосування ліків з імбиру — проте вона радила використовувати його швидше як зовнішній засіб, бо була впевнена, що надмірне вживання імбиру як їжі може зашкодити здоров'ю.
У XIV сторіччі за півкілограма імбиру доводилося віддавати цілого барана. Але при цьому імбир почав перетворюватися на звичну приправу до страв королівської кухні. Його додавали до м'яса і овочів, клали до випічки, змішували з вином. Використовували і старий, і висушений імбир, скибочками й у вигляді порошку. Європейці стали помітно перебірливішими — і вже добре відрізняли не лише коріння, вирощене в Африці, від індійського продукту, а й могли порівнювати між собою різні сорти індійського імбиря — наприклад малабарський з бенгальським.
Найбільшим ласуном початку XVI століття вважали англійського короля Генріха VIII, який за переказами їв з імбиром майже все, витрачаючи на їжу шалені суми. Пошук грошей, потрібних для задоволення монаршого апетиту, зрештою став однією з причин його сварки з Папою Римським і переходу на бік Реформації. Адже з переходом церкви під королівську владу Генріх VIII отримав у своє цілковите розпорядження усе її майно разом з величезними доходами.
З початком Доби великих географічних відкриттів, європейці отримали прямий доступ до прянощів з Індії і Південно-Східної Азії. І ціни на них покотилися донизу. Одним з перших подешевшав імбир. До того ж з відкриттям Нового Світу з'ясувалося, що пряний корінь європейці можуть вирощувати й самі — Франсіско де Мендоса привіз його до американських колоній, де він чудово прижився. А за якістю ямайський імбир виявився навіть краще індійського, не кажучи вже про африканський. Королівська приправа ставала доступнішою — і не лише для шляхти, а й для середнього класу.
Минуло зовсім небагато часу — і імбир увійшов до кухні мало не всіх європейських народів. З початку XVII сторіччя його почали додавати і до українського борщу, хоча на відміну від американських помідорів, червоного перця і соняшника в наших краях імбир вирощувати тоді ще не навчилися.
Утім, з легкої руки Генріха VIII чи не найбільшими поціновувачами імбиру в Європі залишилися англійці. А завдяки його доньці — королеві Єлизаветі I — на світ з'явилося втілення цієї любові, імбирний чоловічок. Вигадали його для розваги придворних королеви, але персонаж, народжений заради лише одного свята, настільки сподобався її підданим, що зажив власним життям, увійшовши зрештою навіть до народних казок. Німеччина (мабуть на правах батьківщини «лебкюхен») відповіла своїми казками, героєм яких став імбирний будиночок. А потім естафету підхопили інші — уже й не згадуючи про те, із чого починалася історія імбирного печива і пряників.
У XVIII столітті в Європі відбулася справжня «кулінарна революція» — французи, а потім і інші народи континенту почали берегти свої смакові рецептори і до страв стали додавати набагато менше спецій. Утім, імбир на той час вже асоціювався вже не стільки з прянощами, скільки із солодощами. Єдиними винятками стали імбирне вино та імбирне пиво, яке набуло особливої популярності за вікторіанської доби, уже в XIX сторіччі.
А ще через сотню років пряне коріння повернулося до меню європейських ресторанів вже зі стравами японської кухні, в якій маринований імбир разом із зеленою гірчицею васабі це неодмінний доданок до суші і сашімі. Про лікувальні властивості імбиру згадали з поширенням популярності на Заході китайської медицини.

## Поширення
Імпортується імбир з країн Південної Азії.
У наш час вирощують:
- у Китаї
- в Індії
- в Індонезії
- на Цейлоні
- в Австралії
- у Західній Африці
- на Ямайці
- на Барбадосі.

На початку XVI століття одним з перших був завезений в Америку і швидко там поширився.

## Виробництво

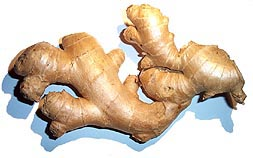
Кореневище імбиру

Імбир виключно городня рослина і в дикому вигляді не трапляється. До умов вирощування імбир невибагливий, допускає вирощування в домашніх умовах (у горщиках та ящиках).
Станом на 2013, світове виробництво становило 2.1 мільйонів тонн імбиру, з якого на Індію припадає 33 %, за нею найбільші країни-виробники Китай (19 %), Непал, Індонезія, і Нігерія.

## Властивості
Кореневище імбиру має вид круглястих, розташованих переважно в одній площині, пальчасторозділених шматочків. Віддалено нагадує різні фігурки. Залежно від способу попередньої підготовки розрізняють два види імбиру:
- білий імбир — це заздалегідь вимитий імбир, очищений від поверхневого щільнішого шару;
- чорний імбир — що не зазнав попередньої обробки.

Обидва види висушують на сонці. Чорний імбир унаслідок цього володітиме сильнішим запахом і пекучішим смаком. На зламі імбир ясно-жовтого кольору незалежно від виду. М'якоть молодого коріння майже біла; чим старіший корінь — тим жовтіший він на зламі.
Найчастіше імбир трапляється в меленому вигляді. Мелений імбир має вигляд сірувато-жовтого борошнистого порошку.

## Застосування

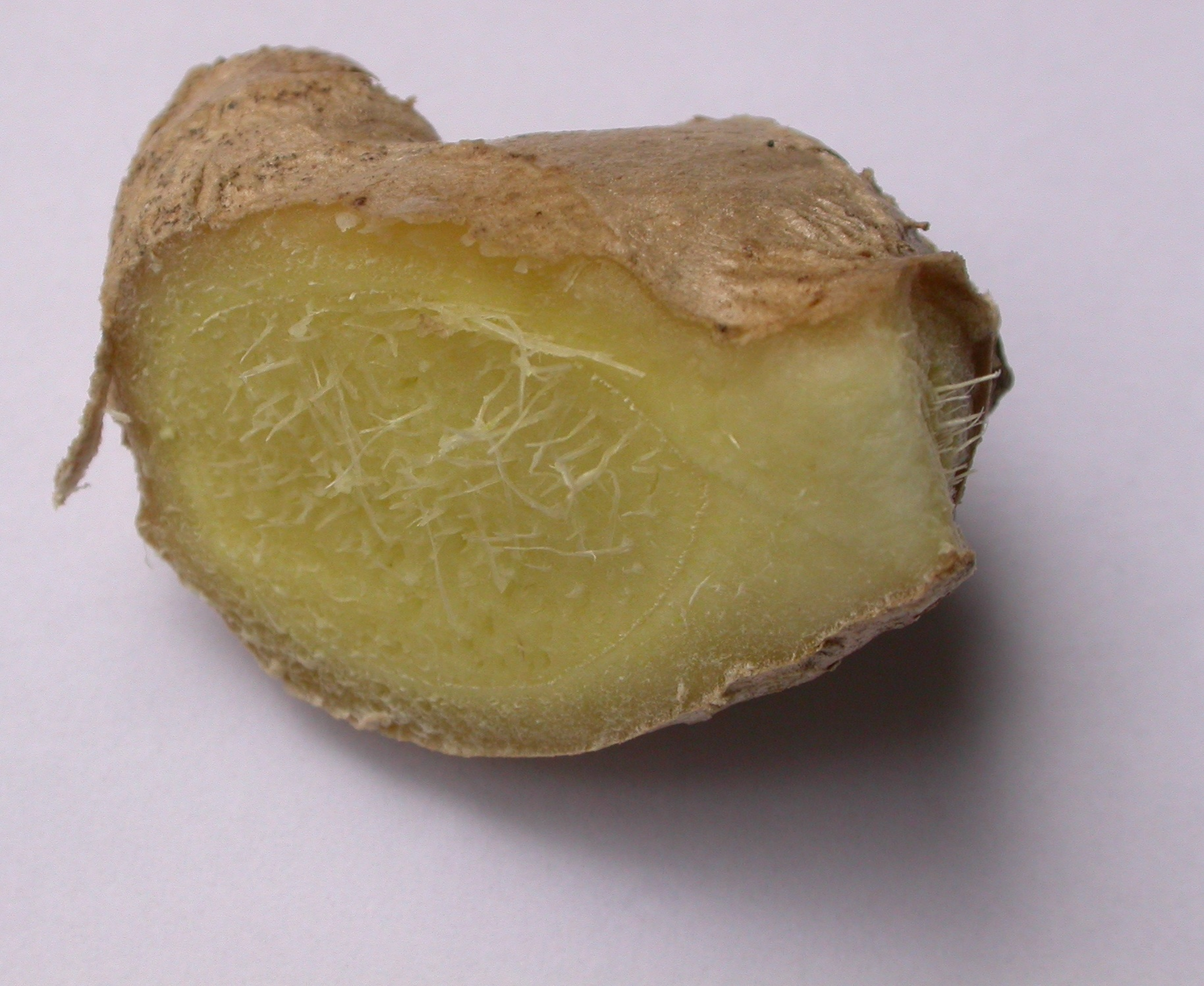
Зріз досить молодого кореня імбиру

Імбир із 2000-х почав часто застосовуватися в українській кухні: у приготуванні збитню, квасу, наливки, настоянки, браги, меду, а також пряників, паски та здобних булочок тощо.
Пристрасть додавати імбир до кондитерських виробів, солодких страв, алкогольних і особливо безалкогольних напоїв інтернаціональна. Льодяники, варення, печиво, кекси, бісквіти, крекери, компоти, пудинги, пиво, лікери майже в кухнях усього світу містять імбир.
У країнах Азії імбир використовують у пресервах з м'яса і птиці, він входить до складу найпоширенішої приправи карі.
Маринований імбир (гарі) використовують як приправу до суші.
Імбир уживають і як самостійний продукт. У Південно-східній Азії свіжий імбир зацукровують і роблять з нього варення, у Китаї, Індокитаї, Бірмі і в Англії до складу варення з імбиру додають апельсинову шкірку — варення відоме під назвою чоу-чоу.
Мелений імбир в Індії додають у борошно і випускають 4 сорти імбирного борошна з різним відсотковим вмістом імбиру.
Імбирне пиво виробляють в Англії, Австралії і США.
Використання імбиру в соусах до м'яса, овочевих і фруктових маринадах характерне для європейської і американської кухонь. У країнах Азії імбир використовують безпосередньо під час приготування м'яса і свійської птиці. М'ясу імбир надає не тільки аромату, але і робить його м'якшим.
Імбир слід додавати до страв у різний час:
- до тіста — у процесі замісу, або наприкінці;
- під час приготування м'яса — за 20 хвилин до готовності;
- до компотів, киселів, мусів, пудингів та інших солодких страв — за 2—5 хвилин до готовності;
- у соуси — по закінченні теплової обробки.

Норми закладки імбиру відносно високі — до 1 грама на 1 кілограм тіста або м'яса.